# Hermann Rademacher
Friedrich Hermann Rademacher (* 22. August 1841 in Calbe (Saale); † 22. November 1919 in Jena) war ein Richter und Mitglied des Reichstags des Deutschen Kaiserreichs.

## Leben
Rademacher studierte Rechtswissenschaft in Halle. Dort wurde er 1861 Mitglied der Burschenschaft Germania Halle. Er absolvierte den preußischen juristischen Vorbereitungsdienst und war von 1872 bis 1878 Kreisrichter in Treuenbrietzen. Von 1878 bis 1885 war er Amtsrichter, von 1885 bis 1894 Amtsgerichtsrat und von 1894 bis 1910 Landgerichtsrat in Potsdam.
Im November 1881 gewann er für die Deutsche Fortschrittspartei eine Ersatzwahl im Reichstagswahlkreis Potsdam 9 (Zauch-Belzig, Jüterbog-Luckenwalde) und gehörte dem Reichstag bis zum Ende der Legislaturperiode im Oktober 1884 an.